# Sissy Roth-Halvax
Sissy Roth-Halvax (* 2. September 1946 in Wien; † 21. August 2009 in Maria-Lanzendorf; gebürtig Elisabeth Krasser) war eine österreichische Politikerin (ÖVP).

## Leben
Roth-Halvax absolvierte von 1952 bis 1956 die Volksschule in Wien, war danach vier Jahre, zwischen 1956 und 1960, Schülerin an einem Realgymnasium und wechselte 1962 an ein Gymnasium, das sie jedoch nach zwei Jahren wieder verließ.
Sie begann danach eine zweijährige Ausbildung an einer Hotelfachschule und arbeitete danach rund ein Jahr, von 1964 bis 1965, als Rezeptionistin im Hotel Am Stephansplatz. 1965 nahm sie eine Anstellung im Österreichischen Verkehrsbüro an und leitete bald die Personalabteilung und Personalentwicklung der Austria Trend Hotels. Ihr unterstanden so bis zum Jahr 2000 24 Hotels mit rund 1000 Mitarbeitern.
Roth-Halvax' politische Karriere begann im Jahr 1990, als sie zur stellvertretenden Obfrau des Gemeindevertreterverbands (GVV) für den Bezirk Wien-Umgebung ernannt wurde. Im selben Jahr wurde sie in den Vorstand des niederösterreichischen GVV gewählt.
1998 wurde sie als ÖVP-Abgeordnete in den niederösterreichischen Landtag gewählt, ein Amt, das sie bis 2003 bekleidete. Im Jahr 2000 kandidierte sie mit Erfolg für das Amt der Bürgermeisterin von Maria-Lanzendorf, welches sie bis zu ihrem Tod innehatte.
Von April 2003 bis April 2008 war sie Mitglied im österreichischen Bundesrat, in der ersten Jahreshälfte des Jahres 2006 dessen Präsidentin. Für Schlagzeilen sorgte Roth-Halvax, als sie mit ihrer Kollegin Michaela Gansterer (ÖVP) am 14. April 2005 den Bundesrat John Gudenus handgreiflich bei einer Abstimmung störte, indem sie dessen zur Abstimmung gehobenen Arm herunterdrückten, was aber nicht ganz gelang. Die Ja-Stimme von Gudenus wurde gewertet, der Neuwahlantrag der Opposition bekam dadurch eine Mehrheit (was aber ohne staatsrechtliche Folgen blieb).
Sissy Roth-Halvax war Mutter zweier Kinder. Sie starb am 21. August 2009 nach langer schwerer Krankheit.

## Auszeichnungen
- 2008: Großes Silbernes Ehrenzeichen mit dem Stern für Verdienste um die Republik Österreich[2]